# Гриних, Владимир Анатольевич
Владимир Анатольевич Гриних (15 июня 1972, Клинцы, Брянская область) — советский и российский гандболист, левый крайний нападающий, мастер спорта России международного класса (1994).

## Спортивная биография
Начал заниматься гандболом в челябинской ДЮСШОР № 13 в 1984 году у тренеров Б. Д. Трухачева, Н. Ф. Власова, под руководством отца, заслуженного тренера РСФСР Анатолия Ивановича Гриниха. После этого тренировался в «Полёте» (тренеры В. Г. Тюрин, Николай Анатольевич Янченко), привлекался к выступлениям в национальной сборной страны под руководством Владимира Максимова.

## Достижения
- чемпион РСФСР среди юношей (1987),
- чемпион СССР среди юниоров (1990),
- чемпион мира в составе студенческой сборной России (1994),
- серебряный призёр чемпионата СНГ (1991, среди дублирующих составов команд Высшей лиги),
- серебряный призёр чемпионата России (1994, в составе команды «Полет»; 1998, в составе Ростовской команды «Исток»),
- серебряный призёр Игр доброй воли (1994, в составе национальной сборной команды страны),
- 2-кратный победитель Кубка Карпат (1994, 1995),
- обладатель Суперкубка Европы (1995),
- победитель первых игр «Балтика» (1992)
- финалист кубка IGF 1994,
- участник чемпионата мира 1995 года в Исландии (5 место)